# Чэн Ли
Ченг Ли (Cheng Li; род. в октябре 1956 г., Шанхай, Китай) — китайско-американский учёный, китаевед; специалист по китайской политике элит. Доктор философии (1992).
Директор National Committee on United States–China Relations. С 2006 года в Брукингском институте, до чего с 1991 года преподавал в Hamilton College, являлся там именным профессором (William R. Kenan professor).
Вырос в Шанхае в годы Культурной революции. Окончил Восточно-китайский педагогический университет (бакалавр, 1985).
В 1985 году попал в США, в Калифорнийском университете в Беркли получил степень магистра азиатских штудий (1987), а в Принстоне — докторскую по политологии. В 1993-1995 годах работал в Китае. Являлся колумнистом в журнале China Leadership Monitor.
Член Совета по международным отношениям и Committee of 100 (United States), в последнем являлся зампредом.
Признание получила его книга «Rediscovering China: Dynamics and Dilemmas of Reform» (1997). В настоящее время работает над книгой с рабочим названием «Xi Jinping’s Protégés: Rising Elite Groups in the Chinese Leadership». Главред серии Thornton Center Chinese Thinkers Series издательства Brookings Institution Press.

## Труды
- «China’s Leaders: The New Generation» (2001)
- «Bridging Minds Across the Pacific: The Sino-U.S. Educational Exchange 1978—2003» (2005)
- «China’s Changing Political Landscape: Prospects for Democracy» (2008)
- «China’s Emerging Middle Class: Beyond Economic Transformation» (2010)
- «The Road to Zhongnanhai: High-Level Leadership Groups on the Eve of the 18th Party Congress» (in Chinese, 2012)
- «The Political Mapping of China’s Tobacco Industry and Anti-Smoking Campaign» (2012)
- «China’s Political Development: Chinese and American Perspectives» (2014)
- «Chinese Politics in the Xi Jinping Era: Reassessing Collective Leadership» (2016)
- «The Power of Ideas: The Rising Influence of Thinkers and Think Tanks in China» (2017)
- «Middle Class Shanghai: Reshaping U.S.-China Engagement» (2021)